# Mikkel Aagaard
Mikkel Holm Aagaard, más conocido como Mikkel Aagaard ,Copenhague, 26 de noviembre de 1979.

## Biografía
fue un jugador se balonmano danés que jugó como extremo izquierdo. Su último equipo fue el Viborg HK. Fue un componente de la Selección de balonmano de Dinamarca.
Con la selección ganó la medalla de oro en el Campeonato Europeo de Balonmano Masculino de 2008 y la medalla de bronce en el Campeonato Europeo de Balonmano Masculino de 2006. En España jugó en el Club Balonmano Torrevieja y en el Bidasoa Irún.

## Clubes
- Virum-Sorgenfri ( -2001)
- Team Helsinge (2001-2002)
- Bjerringbro-Silkeborg (2002-2003)
- Club Balonmano Torrevieja (2003)
- Skjern HB (2003-2007)
- Bidasoa Irún (2007)[3]
- Viborg HK (2007-2010)